# Bitva o Ilovajsk

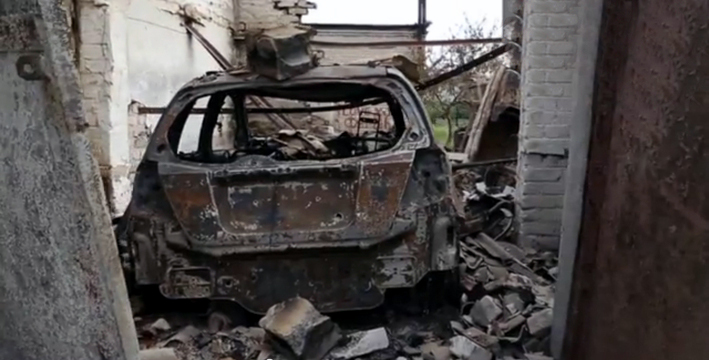
Spálené auto v Ilovajsku 18. srpna 2014

Bitva o Ilovajsk či Ilovajský kotel (ukrajinsky Іловайський котел, rusky бои за Иловайск či Иловайский котёл) bylo vojenské střetnutí mezi ukrajinskými ozbrojenými silami a silami ruské armády a proruských separatistů, spojených s mezinárodně neuznanou Doněckou lidovou republikou v rámci války na východní Ukrajině. Existuje mnoho důkazů (video, svědectví), že se bitvy u Ilovajsku zúčastnily na straně separatistů i pravidelné jednotky ruské armády. 

## Průběh bojů

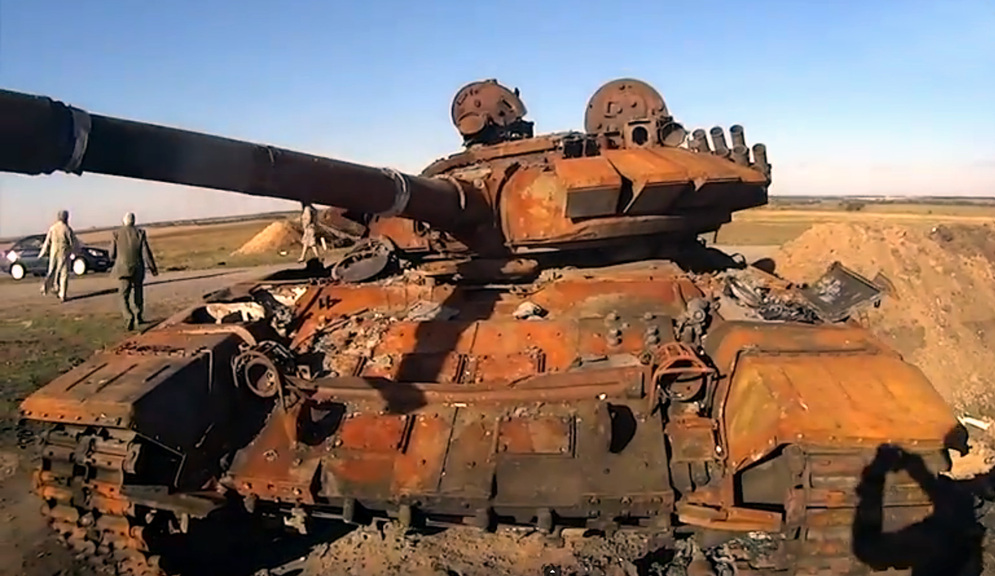
Zničený tank T-72BA během srpnových bojů ve válce na Donbasu, poblíž Starobeševa na východní Ukrajině

Bitva probíhala mezi 7. srpnem 2014 a 2. zářím 2014 ve městě Ilovajsk a jeho okolí na východní Ukrajině. Skončilo vítězstvím separatistů, kterým se podařilo město udržet a způsobit ukrajinským silám velké ztráty (podle ukrajinských zdrojů až 1 000 padlých vojáků a dobrovolníků). Ukrajinská porážka vedla k trestnímu vyšetřování odpovědnosti ukrajinských činitelů za selhání ukrajinského velení a rezignaci ukrajinského ministra obrany Valerije Heleteje.
Bitva začala útokem ukrajinských ozbrojených sil na město Ilovajsk, ve snaze přerušit zásobovací trasy separatistů mezi městy Doněck a Luhansk. Dne 18. srpna 2014 se ukrajinským silám podařilo vstoupit do Ilovajsku a osvobodit část města.  Byly však vzápětí obklíčeny hlavně pravidelnou ruskou armádou, která čítala víc než 120 jednotek vojenské techniky včetně nejmodernějších modifikací, které byly evidovány v té době výhradně v Rusku, například tanků T-90; technika se dostala přes nekontrolované úseky rusko-ukrajinské hranice. 
Na konci srpna došlo k dohodě mezi ukrajinskými silami a separatisty o vytvoření humanitárního koridoru pro odchod ukrajinských jednotek z obklíčení. Podle ukrajinské verze následujících událostí měly ukrajinské jednotky podle dohody z obklíčení odejít s veškerou výzbrojí. Těsně před pokusem o odchod ukrajinských sil však proruská strana vyhlásila nové podmínky, které byly nepřijatelné: odejít bez veškeré vojenské techniky a navíc nechat všechny dobrovolnické ukrajinské jednotky v obklíčení. Separatisté pak v rozporu s předchozí dohodou na ukrajinské jednotky zaútočili a zmasakrovali je. Podle verze separatistů měly ukrajinské jednotky podle dohody odejít bez obrněných vozidel a munice a namísto toho se pokusily o proražení obklíčení, což vedlo k protiútoku a zničení ukrajinských jednotek jako bojeschopné síly.